# Numerais em língua portuguesa
Esta é uma lista dos nomes dos numerais em língua portuguesa.

## Números romanos[1]
| Algarismos             | Algarismos       | Numerais                                                                   | Numerais                                                                     | Numerais                         | Numerais                         | Numerais                       |
| Arábicos               | Numeração romana | Nomes dos Números ou Cardinais                                             | Ordinais                                                                     | Multiplicativos                  | Fracionários                     | Coletivos                      |
| ---------------------- | ---------------- | -------------------------------------------------------------------------- | ---------------------------------------------------------------------------- | -------------------------------- | -------------------------------- | ------------------------------ |
| 0                      | -                | Zero                                                                       | *Nulésimo ou Zerésimo                                                        | -                                | -                                | -                              |
| 1                      | I                | Um                                                                         | Primeiro ou primo                                                            | Simples                          | Um Inteiro                       | Uma Unidade                    |
| 2                      | II               | Dois (ou dous)                                                             | Segundo                                                                      | Dobro, duplo, dúplice            | Meio, metade                     | Duo, dueto, duplo              |
| 3                      | III              | Três                                                                       | Terceiro ou terço                                                            | Triplo, tríplice                 | Um terço                         | Trio                           |
| 4                      | IV               | Quatro                                                                     | Quarto                                                                       | Quádruplo                        | Um quarto                        | Quarteto                       |
| 5                      | V                | Cinco                                                                      | Quinto                                                                       | Quíntuplo                        | Um quinto                        | Quinteto                       |
| 6                      | VI               | Seis                                                                       | Sexto                                                                        | Sêxtuplo                         | Um sexto                         | Sexteto                        |
| 7                      | VII              | Sete (ou septe)                                                            | Sétimo ou séptimo                                                            | Sétuplo                          | Um sétimo                        | Septeto                        |
| 8                      | VIII             | Oito (ou outo)                                                             | Oitavo ou octavo ou outavo                                                   | Óctuplo                          | Um oitavo                        | Octeto                         |
| 9                      | IX               | Nove                                                                       | Nono                                                                         | Nônuplo                          | Um nono                          | Novena                         |
| 10                     | X                | Dez                                                                        | Décimo                                                                       | Décuplo                          | Um décimo                        | Dezena, década                 |
| 11                     | XI               | Onze                                                                       | Décimo Primeiro                                                              | Undécuplo                        | Onze avos                        | Onzena                         |
| 12                     | XII              | Doze                                                                       | Décimo Segundo                                                               | Duodécuplo                       | Doze avos                        | Dúzia                          |
| 13                     | XIII             | Treze                                                                      | Décimo Terceiro                                                              | Tredécuplo                       | Treze avos                       | Trezena                        |
| 14                     | XIV              | Quatorze (ou catorze)                                                      | Décimo quarto                                                                | *Quatordécuplo ou Catordécuplo   | Catorze avos                     | Catorzena ou Quatorzena        |
| 15                     | XV               | Quinze                                                                     | Décimo Quinto                                                                | *Quindécuplo                     | Quinze avos                      | Quinzena                       |
| 16                     | XVI              | Dezesseis (ou dezasseis)                                                   | Décimo sexto                                                                 | *Sedécuplo                       | Dezesseis avos                   | *Sezena                        |
| 17                     | XVII             | Dezessete (ou dezassete)                                                   | Décimo sétimo                                                                | *Septendécuplo                   | Dezessete avos                   | *Septenzena                    |
| 18                     | XVIII            | Dezoito (ou dezouto)                                                       | Décimo oitavo                                                                | *Octodécuplo                     | Dezoito avos                     | *Octozena                      |
| 19                     | XIX              | Dezenove (ou dezanove)                                                     | Décimo nono                                                                  | *Novendécuplo                    | Dezenove avos                    | *Novenzena                     |
| 20                     | XX               | Vinte                                                                      | Vigésimo                                                                     | Víntuplo ou vigíntuplo           | Vinte avos                       | Vintena                        |
| 30                     | XXX              | Trinta                                                                     | Trigésimo                                                                    | Tríntuplo ou trigíntuplo         | Trinta avos                      | Trintena                       |
| 40                     | XL               | Quarenta                                                                   | Quadragésimo                                                                 | quadragíntuplo                   | Quarenta avos                    | Quarentena                     |
| 50                     | L                | Cinquenta                                                                  | Quinquagésimo                                                                | quinquagíntuplo                  | Cinquenta avos                   | Cinquentena                    |
| 60                     | LX               | Sessenta                                                                   | Sexagésimo                                                                   | sexagíntuplo                     | Sessenta avos                    | Sessentena                     |
| 70                     | LXX              | Setenta (ou septenta)                                                      | Septuagésimo,Setuagésimo                                                     | septuagíntuplo ou setuagíntuplo  | Setenta avos                     | Setentena                      |
| 80                     | LXXX             | Oitenta (ou: octenta e outenta)                                            | Octogésimo, Octuagésimo                                                      | octogíntuplo                     | Oitenta avos                     | Oitentena                      |
| 90                     | XC               | Noventa                                                                    | Nonagésimo, nongésimo ou nonuagésimo                                         | nonagíntuplo                     | Noventa avos                     | Noventena                      |
| 100                    | C                | Cem (cento, se o número aumentar com acréscimo de unidades e dezenas além) | Centésimo                                                                    | Cêntuplo                         | Centésimo                        | Centena                        |
| 200                    | CC               | Duzentos                                                                   | Ducentésimo                                                                  | Ducêntuplo                       | Ducentésimo                      | Ducentena                      |
| 300                    | CCC              | Trezentos                                                                  | Trecentésimo,Tricentésimo                                                    | *Trecêntuplo, tricêntuplo        | Trecentésimo                     | *Trecentena                    |
| 400                    | CD               | Quatrocentos                                                               | Quadringentésimo,Quadrigentésimo                                             | *Quadringêntuplo, Quadrigêntuplo | Quadringentésimo,Quadrigentésimo | *Quadringentena, Quadrigentena |
| 500                    | D                | Quinhentos                                                                 | Quingentésimo                                                                | *Quingêntuplo                    | Quingentésimo                    | *Quingentena                   |
| 600                    | DC               | Seiscentos                                                                 | Sexcentésimo,Seiscentésimo                                                   | *Sexcêntuplo, Seiscêntuplo       | Sexcentésimo/Seiscentésimo       | *Sexcentena, Seiscentena       |
| 700                    | DCC              | Setecentos (ou septecentos)                                                | Septingentésimo,Setingentésimo                                               | *Septingêntuplo, setingêntuplo   | Septingentésimo/Setingentésimo   | *Septingentena, Setingentena   |
| 800                    | DCCC             | Oitocentos (ou: octocentos e outocentos)                                   | Octingentésimo                                                               | *Octingêntuplo                   | Octingentésimo                   | *Octingentena                  |
| 900                    | CM               | Novecentos                                                                 | Nongentésimo, noningentésimo                                                 | *Nongêntuplo, Noningêntuplo      | Nongentésimo, noningentésimo     | *Nongentena, Noningentena      |
| 1 000                  | M                | Mil                                                                        | Milésimo                                                                     | *Míliplo                         | Milésimo                         | Milhar                         |
| 2 000                  | MM               | Dois mil                                                                   | Segundo milésimo                                                             | -                                | Dois milésimo                    | -                              |
| 3 000                  | MMM              | Três Mil                                                                   | Terceiro milésimo                                                            | -                                | Três milésimo                    | -                              |
| 4 000                  | IV               | Quatro mil                                                                 | Quarto milésimo                                                              | -                                | Quatro milésimo                  | -                              |
| 5 000                  | V                | Cinco mil                                                                  | Quinto milésimo                                                              | -                                | Cinco milésimo                   | -                              |
| 6 000                  | VI               | Seis mil                                                                   | Sexto milésimo                                                               | -                                | Seis milésimo                    | -                              |
| 7 000                  | VII              | Sete mil                                                                   | Sétimo milésimo                                                              | -                                | Sete milésimo                    | -                              |
| 8 000                  | VIII             | Oito mil                                                                   | Oitavo milésimo                                                              | -                                | Oito milésimo                    | -                              |
| 9 000                  | IX               | Nove mil                                                                   | Nono milésimo                                                                | -                                | Nove milésimo                    | -                              |
| 10 000=104             | X                | Dez mil                                                                    | Décimo milésimo                                                              | -                                | Dez mil avos                     | -                              |
| 100 000 =105           | C                | Cem mil                                                                    | Centésimo milésimo                                                           | -                                | Cem mil avos                     | -                              |
| 1 000 000 =106         | M                | Um milhão                                                                  | Milionésimo                                                                  | *Miliónuplo                      | Um milionésimo                   | -                              |
| 1 000 000 000 =109     | M                | Um bilhão (Brasil); Mil milhões (Portugal)                                 | Bilionésimo (Brasil); Milésimo milionésimo (Portugal)                        | -                                | Um bilionésimo                   | -                              |
| 1 000 000 000 000=1012 | -                | Um Trilhão (Brasil); Um bilião (Portugal)                                  | Trilionésimo (Brasil); Bilionésimo (Portugal)                                | -                                | Um Trilionésimo                  | -                              |
| 1015                   | -                | Quatrilhão (Brasil); Mil biliões (Portugal)                                | Quadrilionésimo ou quatrilionésimo (Brasil); Milésimo bilionésimo (Portugal) | -                                | -                                | -                              |
| 1018                   | -                | Quintilhão ou quinquilhão                                                  | Quintilionésimo ou quinquilionésimo                                          | -                                | -                                | -                              |
| 1021                   | -                | Sextilhão                                                                  | -                                                                            | -                                | -                                | -                              |
| 1024                   | -                | Septilhão                                                                  | -                                                                            | -                                | -                                | -                              |
| 1027                   | -                | Octilhão                                                                   | -                                                                            | -                                | -                                | -                              |
| 1030                   | -                | Nonilhão                                                                   | -                                                                            | -                                | -                                | -                              |
| 1033                   | -                | Decilhão                                                                   | -                                                                            | -                                | -                                | -                              |
| 1036                   | -                | Undecilhão ou unodecilhão                                                  | -                                                                            | -                                | -                                | -                              |
| 1039                   | -                | Dudecilhão ou duodecilhão                                                  | -                                                                            | -                                | -                                | -                              |
| 1042                   | -                | Tredecilhão, tridecilhão ou triodecilhão                                   | -                                                                            | -                                | -                                | -                              |
| 1045                   | -                | Quadriodecilhão ou quatuordecilhão                                         | -                                                                            | -                                | -                                | -                              |
| 1048                   | -                | Quindecilhão ou Quinciodecilhão                                            | -                                                                            | -                                | -                                | -                              |
| 1051                   | -                | Sedecilhão                                                                 | -                                                                            | -                                | -                                | -                              |
| 1054                   | -                | Septendecilhão                                                             | -                                                                            | -                                | -                                | -                              |
| 1057                   | -                | Octodecilhão                                                               | -                                                                            | -                                | -                                | -                              |
| 1060                   | -                | Novendecilhão                                                              | -                                                                            | -                                | -                                | -                              |
| 1063                   | -                | Vigintilhão ou Vintilhão                                                   | -                                                                            | -                                | -                                | -                              |
| 10303                  | -                | Centilhão                                                                  | -                                                                            | -                                | -                                | -                              |

*Vocábulo derivado direto do latim ou deduzido através de vocábulos do português.

## Sobre o último e seus derivados
Último não é considerado um numeral ordinal, mas sim um adjetivo qualificativo; de acordo com dicionário Houaiss com o significado de derradeiro. Apesar de não fazer parte dos numerais, com eles possui uma estreita relação, encerrando sequências numéricas que possuem uma quantidade limitada de números. Como adjetivos, possuem variações de gênero e número. Abaixo está uma lista dos adjetivos relacionados às últimas posições: 
- Último = derradeiro, o que encerra uma sequência;
- Penúltimo = que antecede ao último;
- Antepenúltimo = que antecede ao penúltimo;
- Pré-antepenúltimo = que antecede ao antepenúltimo.

## Cardinais usados como ordinais
Quando os ordinais são adjetivos pospostos, ou seja, que se seguem ao substantivo que qualificam, a partir de 11.º (10.º no Brasil) as formas são as dos cardinais.
Assim, diz-se:
- Bento Primeiro, Bento Segundo, […] Bento Onze, Bento Doze, etc., mas o primeiro Bento, o segundo Bento, […] o décimo primeiro Bento, etc.
- Século primeiro, século segundo, […] século décimo, século onze, século doze, etc., mas o primeiro século, o décimo primeiro século, o décimo segundo século, etc.
- Artigo primeiro, artigo segundo, […] artigo onze, artigo doze, artigo treze, etc.